# André de Foix
André de Foix, signore di Lesperre (o Asparroz o Asparrots), (1490 – 1547), è stato un generale francese.

## Biografia
Era figlio di Jean de Foix, visconte di Lautrec e governatore del Dauphiné, e di Jeanne d'Aydie de Lescun. Sua sorella fu Françoise de Foix, amante di Francesco I di Francia. I suoi fratelli Odet de Foix e Thomas de Foix-Lescun, assunsero elevate posizioni in campo militare per l'influenza della sorella sul re di Francia.
Dopo la conquista spagnola della Navarra nel 1512, nel 1521 venne nominato comandante dell'esercito della Gascogna-Navarra da Enrico II di Navarra, per cercare di riconquistare, per la terza volta, il Regno di Navarra. In un primo momento la campagna ebbe successo ed il regno venne riconquistato nel maggio del 1521, ma il 30 giugno seguente Lesparre venne seccamente sconfitto dagli spagnoli nella Battaglia di Noáin. 5 000 dei suoi uomini vennero uccisi e lo stesso Lesparre fu ferito e fatto prigioniero, ma venne poi rilasciato dietro il pagamento di un riscatto.
Morì partecipando alle guerre d'Italia.